# Humorista
A humorista (latin eredetű szó) élcelődő, mókázó, tréfálkozó személy, író, előadó; tréfálkozó ember.
- 1. irodalom: humoros művek, főleg rövid tréfák szerzője.
- 2. humorérzékkel rendelkező, kedélyes ember.